# Violenze di Šuša e Stepanakert del 1988
Le violenze di Šuša e Stepanakert furono caratterizzate dall'espulsione della popolazione etnica armena di Šuša e della popolazione etnica azera di Stepanakert, dal 18 al 20 settembre 1988, nell'Oblast' Autonoma del Nagorno Karabakh, nella RSS Azera, dell'Unione Sovietica.   Durante le violenze rimasero feriti 33 armeni e 16 azeri, più di 30 case vennero incendiate e un armeno di 61 anni fu ucciso.  Alla fine delle violenze, 3.117 azeri furono costretti a lasciare Stepanakert.
L'evento fu uno degli atti di violenza etnica nel contesto del conflitto del Nagorno-Karabakh, portato avanti insieme alle richieste degli armeni del Nagorno-Karabakh di separarsi dall'Azerbaigian e di unirsi all'Armenia.

## Contesto
Nel corso della storia moderna la città di Šuša, nota agli armeni come Šuši e agli azeri come Şuşa, fu alimentata principalmente da una popolazione mista armeno-azera. Dopo il massacro di Šuša nel 1920, la popolazione armena della città fu per lo più uccisa o espulsa e la città ridotta con una popolazione azera dominante.
Stepanakert, situata nell'altopiano del Karabakh, era la capitale dell'Oblast' Autonoma del Nagorno Karabakh (NKAO), con una maggioranza armena e una minoranza azera. Secondo il censimento sovietico del 1979, la città aveva una popolazione di 38.980 persone, per lo più di armeni, che costituivano l'87% della popolazione totale, e più di quattromila azeri.
Il 1º marzo, i rifugiati armeni di Sumgayit arrivarono a Stepanakert, in seguito al pogrom di Sumgait. Durante l'estate-autunno del 1988 crebbe l'ondata di violenza reciproca nella NKAO. Il 18 settembre 1988 avvenne uno scontro tra armeni e azeri nei pressi del villaggio azero di Khojaly (nella NKAO); diversi armeni subirono ferite da arma da fuoco, e un armeno fu ucciso. Secondo Thomas de Waal, "la violenza ha preannunciato un disastro per le comunità minoritarie delle due principali città del Karabakh, poiché tutti gli armeni sono stati cacciati da Šuša e gli azeri sono stati espulsi da Stepanakert". Lo scambio di popolazioni avvenne in seguito degli scontri a Khojaly. A Stepanakert gli armeni bruciarono le case azere, mentre a Šuša gli azeri bruciarono le case armene.
Dal maggio 1988 questa fu la prima violenza anti-armena a Šuša. La popolazione armena di Šuša fu soggetta al clima di tensioni. Una folla di 600 persone minacciarono di bruciare le case degli armeni, e di distruggere le loro proprietà.
Anche l'espulsione degli azeri a Stepanakert iniziò il 18 settembre 1988 con 3.117 azeri etnici che divennero rifugiati alla fine del mese. Le violenze furono accompagnate da percosse e incendi di case. Il 21 settembre le truppe sovietiche di stanza in città imposero il coprifuoco per preservare la situazione.